# Glochidion katikii
Glochidion katikii är en emblikaväxtart som beskrevs av Airy Shaw. Glochidion katikii ingår i släktet Glochidion och familjen emblikaväxter.
Artens utbredningsområde är Papua Nya Guinea. Inga underarter finns listade i Catalogue of Life.